# TinyMCE
TinyMCE eller Tiny Moxiecode Content Editor är en fri WYSIWYG texteditor och HTML-redigerare från det svenska företaget Moxiecode Systems AB, grundat i Skellefteå. Moxiecode Systems AB är nu en del av företaget Ephox med kontor i Brisbane, Australien samt Palo Alto, USA.